# Trichomasthus ortivus
Trichomasthus ortivus is een vliesvleugelig insect uit de familie Encyrtidae. De wetenschappelijke naam is voor het eerst geldig gepubliceerd in 1989 door Sharkov.